# Amnesia: The Dark Descent
Amnesia: The Dark Descent (precedentemente conosciuto come Lux Tenebras o Unknown) è un videogioco d'avventura, sviluppato e prodotto dalla casa di videogiochi svedese Frictional Games, sviluppatrice della serie Penumbra, e messo in commercio attraverso Steam nel 2010.
Si tratta di un survival horror ambientato in un castello, il fittizio Castello di Brennenburg, e nei suoi sotterranei. Per il giocatore è possibile, concludendo l'avventura, giungere a tre finali a seconda delle scelte effettuate.
Nel 2013 è uscito il sequel indiretto Amnesia: A Machine for Pigs, sviluppato da The Chinese Room. Nel 2016 è uscita Amnesia: The Collection, sia per PC che per console, comprendente Amnesia: The Dark Descent, la sua espansione Amnesia: Justine (2011) e Amnesia: A Machine for Pigs.

## Trama
Il giocatore veste i panni di Daniel, un giovane nato e vissuto a Londra che si risveglia nel buio delle sale del Castello di Brennenburg, in Prussia, nel 1839, senza quasi alcuna memoria di chi sia. Le uniche cose che ricorda sono nome, provenienza e il fatto di essere cacciato da qualcosa.
La situazione di Daniel ed ulteriori informazioni sul suo passato vengono fornite attraverso pagine di diario e note che il giocatore può trovare durante il viaggio, oltre a ricordi flashback del castello. Poco dopo il risveglio, Daniel scopre una nota scritta da lui stesso che spiega in che modo ha volutamente perso la memoria, per ragioni ancora sconosciute. La nota invita Daniel a scendere nel Santuario del castello ed uccidere un uomo di nome Alexander, il barone della dimora, descritto come un uomo anziano ed esile. La nota avvisa anche che un'"ombra", un vero e proprio incubo vivente, lo sta inseguendo e che non può far altro che fuggire. Attraverso le pagine di diario sparse per le stanze, la causa dello stato di abbandono e rovina del castello comincia a diventare chiara. Prima del suo arrivo al castello, Daniel aveva partecipato ad una spedizione archeologica in Africa con il suo collega Herbert per cercare una camera di sepoltura. Daniel aveva scoperto una grande sala sotterranea ancor più vecchia di quella che pensava di trovare; un crollo improvviso aveva intrappolato Daniel all'interno della camera, dove aveva ricevuto una visione di una sfera incandescente di luce blu che aveva tentato di afferrare, perdendo conoscenza e svegliandosi con i pezzi di un'antica Sfera nelle sue mani, mentre veniva tirato fuori da colleghi arabi che erano sul posto.
Daniel continua ad esplorare il castello ed è subito braccato da inquietanti creature mutilate dall'Ombra. Con varie difficoltà, il personaggio continua il suo viaggio nelle profondità del castello rendendo funzionante ed utilizzando un ascensore a vapore, che lo conduce nell'area delle prigioni sotterranee del castello.
Attraverso delle lettere scritte ed indirizzate a se stesso, il personaggio viene a sapere che dopo il ritrovamento della Sfera molti dei suoi colleghi erano morti in modo orribile. Alla ricerca di un riparo o di qualcuno che lo aiuti, era stato contattato da Alexander, che lo aveva invitato a venire nella sua dimora per farsi aiutare ad evitare la morte. Giunto lì il personaggio aveva aiutato Alexander a compiere dei rituali per tenere lontana l'Ombra (ciò che gli dava la caccia); questi rituali comprendevano anche la tortura e l'assassinio di persone per prelevare la loro "essenza". A seguito di un rituale fallito l'Ombra era però penetrata nel castello, iniziando ad incrostare di un materiale organico le sue sale.
Oltrepassate le prigioni e le fogne, Daniel giunge nei laboratori attinenti al Santuario. Qui incontra un uomo anziano e debole incatenato al muro. L'uomo è Agrippa, amico di Alexander, che aveva aiutato questi a venire a conoscenza dei poteri della Sfera molti anni fa. La sua coscienza è ora intrappolata in un guscio morto in modo che Alexander possa usarlo come fonte di informazioni. Agrippa chiede a Daniel di creare un preparato alchemico per liberarlo dal suo corpo ed impedire ad Alexander di utilizzare le Sfere. Cercando gli ingredienti e le attrezzature necessarie, Daniel si ritrova in una parte del castello pieno di sale di tortura e resti di corpi. Attraverso ricordi e pagine di diario, comprende perché aveva scelto di perdere la memoria, all'inizio del gioco. Egli era stato imbrogliato da Alexander, che promettendogli che i riti e le torture avrebbero allontanato l'Ombra da lui, lo aveva invece sfruttato per far eseguire i rituali ed impossessarsi della Sfera. Quando Daniel era giunto a rapire contadini e bambini per estrarne l'"essenza", si era però pentito e vergognato di quanto stava facendo al punto da non riuscire ad agire ricordando le sue azioni.
Procedendo per le sale il personaggio viene attaccato ed imprigionato dai Grunts. Riuscito a fuggire riesce a completare il preparato per Agrippa.
Il giocatore può a questo punto scegliere se dare la pozione ad Agrippa (e poi tagliargli la testa con una sega per richiesta dello stesso Agrippa) o entrare nel Santuario senza aiutarlo. Arrivato nel Santuario trova Alexander, tre pilastri che emanano energia ed al centro un pilone con una Sfera. L'energia della Sfera riesce a tenere temporaneamente lontana l'Ombra, che tuttavia presto o tardi riuscirà ad invadere la stanza. Alexander è intenzionato a terminare il rituale per aprire una "porta" che lo avrebbe condotto nel suo mondo originario.
A seconda delle scelte del giocatore si può giungere a tre finali:
- Se il giocatore sceglie di far cadere i tre pilastri, il rituale fallisce. L'Ombra riesce finalmente ad entrare e Alexander urla mentre viene inghiottito dall'Ombra e Daniel esce dalla camera. L'Ombra perdona e risparmia Daniel data la buona azione del personaggio, che fugge dal Castello di Brennenburg con la coscienza pulita per aver fatto giustizia. Appena varcata la soglia, il Castello di Brennenburg inizia a crollare, segno che anche l'Ombra se n'è andata per sempre.
- Se il giocatore non interviene fin dall'inizio, il portale di Alexander si apre. Se il giocatore possiede ed usa la testa di Agrippa sul portale, il rito si completa prima che Alexander possa attraversare il portale, facendolo così assorbire di nuovo dall'entità. Daniel viene apparentemente ucciso dall'Ombra, colpevole di aver usato il potere della Sfera per aiutare Agrippa, ma si risveglia al buio con delle piccole luci blu visibili in lontananza. Egli si trova nell'essenza dell'Ombra ma la voce di Agrippa gli assicura che tutto andrà bene ed il gioco si conclude.
- Se il giocatore non interviene e non usa la testa di Agrippa, Alexander attraversa il portale e Daniel viene ucciso dall'Ombra, vedendo infine il suo incubo diventare realtà: perdersi per sempre nell'oscurità. Il gioco si conclude con la voce di Alexander che lo ringrazia e gli dice che il suo sacrificio non sarà dimenticato

Un quarto finale è ottenibile anche quando il personaggio viene rinchiuso in una cella. Se si aspetta, senza scappare, l'Ombra inizierà a invadere la cella, alla fine uccidendo Daniel, e Alexander lo ringrazierà per il suo sacrificio. È l'unico finale che non si svolge nella Sala
La trama del gioco sembra essere, almeno in parte, ispirata al racconto L'Estraneo di Howard Phillips Lovecraft. Lo si deduce dall'impostazione della storia: lo svegliarsi senza ricordi di qualsiasi cosa all'interno di un decadente castello nel mezzo di una foresta. Questa conclusione può essere fatta anche quando si considerano i frequenti omaggi degli sviluppatori a H.P. Lovecraft ed alle sue opere. Anche il motore alla base di tutti i prodotti della Frictional Games, la HPL Engine e la HPL2 Engine, recano le iniziali di questo autore. Gli sviluppatori citano anche "Soul made Flesh" dello scrittore Carl Zimmer e vecchi film d'orrore come Gli Invasati di Robert Wise quali fonti di ispirazione.

## Modalità di gioco
Nella cartella "redist" del gioco, è possibile trovare un archivio denominato super_secret, protetto da password. Immettendo il codice lke271tyr299odn314 è possibile accedere ad artwork, documenti, clip audio, mappe e tanto altro materiale bonus. Il codice lke271tyr299odn314 altri non è che la composizione delle 3 sigle che si possono visualizzare finendo il gioco nei suoi altrettanti finali.
Similmente ad i precedenti articoli degli sviluppatori, Amnesia è un gioco d'avventura e di esplorazione con prospettiva in prima persona. Il gioco mantiene l'interazione fisica degli oggetti utilizzato in Penumbra, costituita da fisica avanzata e puzzle basati su interazioni del giocatore, come l'apertura di porte, lo spostamento di casse od altri piccoli oggetti del mondo e la manipolazione di macchinari.
In Amnesia non c'è l'accesso alle armi per il giocatore, (sebbene sia possibile colpire i mostri lanciandogli oggetti per rallentarli) non fornendo quindi ad esso alcuna difesa contro le creature raccapriccianti che vagano nel Castello di Brennenburg. Come tale, il giocatore deve agire d'astuzia fuggendo o nascondendosi dai mostri in modo da eludere un loro attacco e far perdere le tracce o il contatto visivo. È raccomandato utilizzare i luoghi bui e rimanere accucciati per nascondersi.
Separata dalla barra della salute del giocatore è presente una seconda barra della sanità mentale del personaggio. Rimanere nel buio per troppo tempo, assistere ad eventi scioccanti o fissando i mostri a lungo (a prescindere che questi abbiano individuato il giocatore) fa sì che questa "seconda salute" del personaggio si riduca. Come la sanità mentale diminuisce iniziano a verificarsi allucinazioni visive ed uditive ed il giocatore viene notato da mostri con più facilità. Utilizzando acciarini monouso per accendere candele o torce da muro, così come tenendo una lanterna trasportabile trovata all'inizio del gioco, il giocatore può mantenere stabile la sanità mentale del proprio personaggio. Tuttavia, il numero di acciarini è limitato, le fonti di luce non sono sempre presenti e la lanterna consuma olio (trovabile in boccette o contenitori sparsi per il castello) e non può più essere utilizzata una volta che questo si esaurisce. Ciò costringe il giocatore a trovare un equilibrio ragionato tra la quantità di tempo che trascorre alla luce ed al buio. La sanità mentale è ripristinata a pieno una volta che il giocatore completa un obiettivo o progredisce nella storia del gioco. La salute fisica, invece, è diminuita da attacchi di creature ostili, da alte cadute, ecc. ed è ripristinabile assumendo laudano (reperibile in boccette nel corso del gioco).

## Personaggi
Se il personaggio, quando viene imprigionato negli ultimi livelli, invece di fuggire facendo un buco nel muro, rimane alcuni minuti nella cella, muore per mano dell'Ombra ma questo porta alla conclusione del gioco con uno dei tre finali.
- Daniel: Il personaggio principale del gioco, unico comandato dal giocatore e dal volto ignoto. A parte la sua nazionalità inglese, non si sa molto di lui ad esclusione delle pagine di diario che suggeriscono la sua occupazione come archeologo. Nel deserto africano, in una spedizione con il suo amico Herbert, Daniel scopre una tomba contenente la misteriosa Sfera. Da allora in poi, un '"ombra" gli dà la caccia, uccidendo quasi tutti quelli che hanno avuto contatti con lui. Cerca aiuto e rifugio da Alexander di Brennenburg. Questo gli dice che avrebbe potuto scongiurare l'ombra solo con l'uso di un estratto mistico ottenuto dalla vita di prigionieri torturati. Nel disperato tentativo di sfuggire all'ombra, Daniel, per giustificare le sue azioni, cerca di convincere se stesso che le sue vittime fossero criminali senza valore che meritavano di peggio. Successivamente Alexander lo abbandona; Daniel giura vendetta e, improvvisamente pieno di rimorso per le sue gesta, miscela dei preparati in modo alchemico per eliminare i suoi ricordi orribili e cercare redenzione. È in questo momento che inizia il gioco.
- Alexander di Brennenburg: Un essere che si è mascherato al mondo assumendo l'identità di una successione di distinti baroni prussiani durante la sua vita secolare. Ha raccolto il maggior numero di Sfere che poteva trovare nella speranza di aprire un portale, forse per riunirsi con la moglie morta da tempo o per tornare nel suo mondo originario. Ha catturato e torturato vittime con la finalità di estrarre una mistica "essenza" da essi, con la quale eseguire dei rituali al fine di raggiungere il suo obiettivo. Alexander possiede una grande capacità di manipolare, rassicurare e convincere le persone. Ha manipolato Daniel in modo da farsi aiutare da lui con i suoi esperimenti orribili, promettendogli come compenso la protezione dall'ombra. Tuttavia, non appena il lavoro di Daniel è stato completato, Alexander si è sigillato da solo nel suo santuario ed ha abbandonato Daniel.
- Heinrich Cornelius Agrippa: Uno scrittore occulto e presunto mago. Non si sa molto sulla sua relazione con Alexander, a parte il fatto che stavano lavorando insieme e ricercando le Sfere. Alexander lo tiene imprigionato in un corpo morto usato come "contenitore" in modo da poter usare le sue conoscenze per eseguire i rituali con le Sfere.
- L'Ombra: Una forza invisibile che dà la caccia a Daniel. Il suo unico scopo è quello di custodire la sfera che Daniel ha preso dalla camera di sepoltura. Ha ucciso numerose persone per raggiungere questo fine. Anche se non è visto come un essere fisico, è descritto come una massa enorme nelle tenebre che lascia dietro di sé una sostanza organica e rossa che danneggia qualsiasi cosa tocchi. È stato ipotizzato che in realtà sia sorprendentemente proprio l'Ombra ad aiutare maggiormente il personaggio: ogni volta che Daniel muore, sembra che l'entità lo riporti in vita e dandogli suggerimenti (a ogni morte appare una scritta bianca come consiglio), spingendolo e "guidandolo" contro Alexander, probabilmente il vero obiettivo dell'Ombra, dato che è stato lui a far torturare innocenti per estrarne il sangue, in modo da abusare del potere della Sfera.
- Gatherers (letteralmente in italiano "raccoglitori"): I nemici principali del gioco. Sono servi di Alexander diventate vittime dell'ombra; sono considerati mostruosi umanoidi con i tratti del viso e del corpo deformati. Questi nemici sono presenti in due varianti, Servant Grunts e Brutes, pattugliano il Castello di Brennenburg ed attaccano Daniel se lo vedono. I Servant Grunts sono mostruosità sfigurate a cui sono state tagliate le mani e sostituite con artigli di ferro. Essi sembrano aver avuto la mandibola mozzata, in quanto penzola fuori sul loro petto; possono uccidere Daniel con due o tre colpi dei loro artigli e possono correre alla sua stessa velocità. I Brutes sono umanoidi malformati che indossano una tuta e possiedono bulloni e chiodi che fuoriescono dalla loro carne. Attaccano con una lama su un palo di ferro che sporge dal loro braccio e sono capaci di uccidere il protagonista con uno o, più raramente, con due colpi, oltre ad essere molto più veloci di lui; queste caratteristiche ne fanno i nemici più pericolosi. Dal momento che il protagonista è disarmato, questi umanoidi non possono essere uccisi e devono essere evitati il più spesso possibile. Ad ogni modo, appena i Gatherers avvisteranno Daniel emetteranno una specie di forte grugnito (inoltre, la colonna sonora sarà sostituita da un suono acuto e persistente, denominato "terror meter") che permetterà al giocatore di nascondersi tempestivamente: chiudere porte dietro di sé, sebbene non possa fermare il nemico, che le sfonderà, può rallentarlo abbastanza da permettere di nascondersi in un angolo buio. Una nota interessante sulla possibile origine di tali creature può essere trovata nella Cantina, dove un flashback di Daniel ricorda alcuni uomini di Alexander soggetti ad orribili reazioni del proprio corpo a causa del vino che avevano bevuto, dicendo frasi come "Mi sento come se la mia pancia stesse per scoppiare!". Un'altra nota particolare, comunque, rettifica che sono dei disertori della Guerra dei trent'anni, che si persero nella foresta intorno a Brennenburg e furono condannati a vagare in essa per sempre, prendendo con loro chiunque fosse talmente sfortunato da avventurarcisi.
- Kaernk: in corridoi e stanze parzialmente allagate sono presenti delle creature non visibili perché immerse ma molto veloci ed ostili. Attaccano Daniel non appena cammina nell'acqua. Per evitarle il personaggio può saltare su casse e tavoli per non immergere le gambe, o altrimenti correre per fuggire. Tali creature sono provenienti dal mondo di Alexander di Brennenburg, ed essendo carnivori possono essere tenuti occupati lanciandogli carne. Inoltre da essi si ottiene il thamper, una sostanza particolare presente nella loro saliva.

## Colonna sonora
Come per i precedenti videogiochi della Frictional Games la colonna sonora è stata interamente composta da Mikko Tarmia, ed è stata resa disponibile per il download il 17 maggio 2011.
1. Menu Theme - 1:16
2. Darkness - 1:16
3. Lux Tenebras - 3:22
4. Grand Hall - 1:27
5. Ending: Alexander - 1:53
6. Next to the Guardian - 1:49
7. Theme for Unknown - 3:04
8. Dark Water - 1:17
9. Daniel's Room - 1:08
10. Grunt's Appearance - 1:14
11. Back Hall - 1:22
12. Ending: Agrippa - 1:56
13. Suitor Attacks - 1:15
14. Basement Storage - 2:12
15. Brennenburg Theme - 3:13
16. Hub - 1:33
17. Ending: Alexander (Alternative Version) - 2:13
18. Bridges - 1:06
19. The End - 2:05

## Storie personalizzate
È possibile creare delle storie personalizzate per Amnesia che possono poi essere caricate nel gioco. Sono stati resi disponibili vari tools per la HPL2 Engine, che consentono la creazione di propri livelli, modelli tridimensionali, effetti particellari e materiali. Possono essere implementate varie meccaniche di gioco con il linguaggio di scripting AngelScript.

## Patch ed espansione
Dal 12 aprile 2011 è disponibile una patch scaricabile dal sito degli sviluppatori del gioco, denominata Justine. In essa si vestono i panni di una giovane donna, intenta a scappare da una cella in cui è rinchiusa. La strada che segue per scappare, però, è disseminata di grammofoni, in cui una voce femminile preregistrata, che si firma con lo pseudonimo di Justine, ci obbliga a partecipare ad un suo gioco. Il gioco proposto dalla voce prevede il completamento di tre prove, ognuna con le medesime caratteristiche: si possono superare risolvendo determinati puzzle oppure uccidendo una persona. I due finali della storia dipendono, come nel gioco originale, dalle scelte effettuate dal giocatore. Oltre ad una storia completamente nuova, la patch aggiunge nuovi oggetti e mostri alle opzioni di editing dei livelli del motore grafico del gioco HPL2 Engine.

## Sviluppo
L'idea e la programmazione del gioco furono iniziate mentre Penumbra: Requiem era ancora in fase di sviluppo, lasciando la società al lavoro su entrambi i progetti contemporaneamente. Il gioco è stato annunciato inizialmente con due titoli temporanei: Unknown e Lux Tenebras. Questi titoli sono stati mantenuti fino al 13 novembre 2009, quando il gioco è stato annunciato con il suo titolo attuale, Amnesia, ed è stato pubblicato un trailer oltre che l'annuncio definitivo del gioco stesso nel sito web ufficiale.
Il 5 febbraio 2010 venne annunciato che il gioco aveva raggiunto la fase alpha di sviluppo su tutte le piattaforme. Due settimane più tardi gli sviluppatori pubblicarono un nuovo trailer che mostrava filmati del gameplay, e la società iniziò ad accettare preordini per il gioco attraverso suo sito web. Fu anche dichiarato che a quel punto il gioco stava venendo testato su tutte le tre piattaforme previste. Venne inoltre annunciato che la commercializzazione sarebbe avvenuto contemporaneamente per le piattaforme nell'agosto 2010.
L'uscita è stata poi posticipata, con la diffusione della release l'8 settembre 2010. Il 27 agosto 2010 fu dichiarato che la fase di test era ufficialmente completata, e presto sarebbe stato pronto per la vendita. Il 3 settembre è stata resa disponibile la demo con parti selezionate del gameplay e della storia. L'8 settembre 2010 Amnesia è stato infine messo in commercio.

## Accoglienza
Amnesia ha ricevuto recensioni molto positive con lodi per l'atmosfera minacciosa e per gli elementi horror. John Walker, giornalista del Rock, Paper, Shotgun è giunto a dire che «credo sia giusto dire che Amnesia sia il gioco più spaventoso di successo mai realizzato». Il blog "Gamusic" ha valutato il videogioco con un punteggio pari a 7.3 su 10, scrivendo: «Per essere un “survival horror”, “Amnesia: The Dark Descent” rimane comunque un capolavoro, seppur i suoi piccoli difetti e la delusione che non tarda ad arrivare. Magari, giocato al buio e con le cuffie al massimo, fa un altro effetto. Chissà (la paura colpisce tutti, già dal menù principale…accendere una piccola lampada e levare le cuffie è un gesto spontaneo…)».
La rivista The Escapist, nota per la sua critica negativa nei confronti della maggior parte dei giochi di tema horror, ha anch'essa lodato la capacità del gioco di spaventare, commentando: «Credo che sia bene attenersi a ciò che si sa, e Frictional Games sembra essere bloccata, inchiodata e fissa su ciò che sa fare, e ciò che sa fare è far sì che io faccia "puah" nei miei pantaloni». Tuttavia, nel loro giudizio sottolineano che a volte il design dei livelli diventa ripetitivo. Un altro recensore ha commentato: «Oh Dio, ho visto cose orribili, terribili e disgustose. Mi fanno rabbrividire, mi fanno sentire lordo, mi deprimono. Ho visto tutto questo in Amnesia: The Dark Descent».
Frictional Games ha dimostrato una certa ansia nelle vendite iniziali del gioco dopo la prima settimana, ma queste continuarono per tutto il primo mese successivo alla pubblicazione del gioco, consentendo alla società di recuperare tutte le spese effettuate per la creazione di Amnesia entro l'inizio dell'ottobre 2010. .